# Glasford
Glasford és una població dels Estats Units a l'estat d'Illinois. Segons el cens del 2000 tenia 1.076 habitants.

## Demografia
Segons el cens del 2000, Glasford tenia 1.076 habitants, 426 habitatges, i 311 famílies. La densitat de població era de 472,1 habitants/km².
Dels 426 habitatges en un 32,9% hi vivien nens de menys de 18 anys, en un 58,5% hi vivien parelles casades, en un 10,6% dones solteres, i en un 26,8% no eren unitats familiars. En el 23% dels habitatges hi vivien persones soles el 12,4% de les quals corresponia a persones de 65 anys o més que vivien soles. El nombre mitjà de persones vivint en cada habitatge era de 2,53 i el nombre mitjà de persones que vivien en cada família era de 2,94.
Per edats la població es repartia de la següent manera: un 24,3% tenia menys de 18 anys, un 10,2% entre 18 i 24, un 28,4% entre 25 i 44, un 24,3% de 45 a 60 i un 12,6% 65 anys o més.
L'edat mediana era de 36 anys. Per cada 100 dones de 18 o més anys hi havia 87,6 homes.
La renda mediana per habitatge era de 37.019 $ i la renda mediana per família de 46.818 $. Els homes tenien una renda mediana de 37.250 $ mentre que les dones 21.188 $. La renda per capita de la població era de 16.754 $. Aproximadament el 5,4% de les famílies i el 7,1% de la població estaven per davall del llindar de pobresa.

## Poblacions més properes
El següent diagrama mostra les poblacions més properes.